# 秋山晚翠

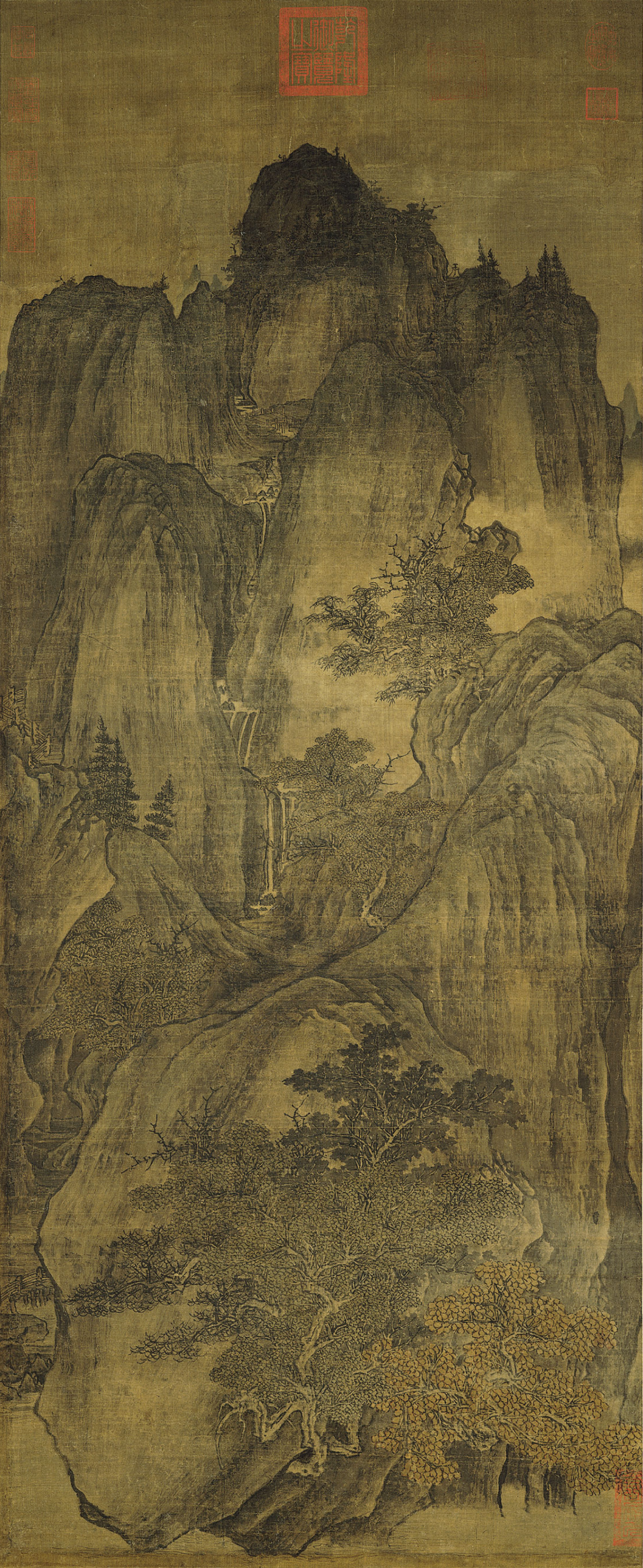
關仝的秋山晚翠，可另啟視窗觀看高解析的大幅繪畫

《秋山晚翠》是中國五代後梁至宋朝時期，由關仝所作之畫，使用絲質的絹作為畫布，長140.5公分，寬57.3公分，以彩色構圖，畫出五代時期，陝西地區的景致，並做成掛軸的形式。歷經皇宮以及許多收藏家保存，目前收藏於中華民國國立故宮博物院。

## 構圖
秋山晚翠主要以景觀氣勢的呈現作為主要手法，若由觀察者最近的一端看起，可見山路行至畫作左方開始蜿蜒而上，細緻的護欄沿路出現，至山高處又有又有小橋流水，流水順勢而下形成多段細小的瀑布，而小橋則將兩處難以跨越的山區在接近山峰處作一連接，最後可見一處廟宇或塔的頂端隱約出現，儘管有所連結，遠端高山的山峰仍然各自獨立，壯觀雅麗。但此畫巨細靡遺，在細微處亦不含糊，如樹枝、樹葉和樹葉間隙歷歷可見、各有姿色，而山岩的細部紋理則突顯了巨觀上的壯闊，呈現了如同天作一般的自然風雨雕蝕，此外，山川岩草的架構和細部處理，更凸顯了立體視覺感，這些都明顯地表現出秋山晚翠製工的細膩。儘管通幅不見人影鳥獸，觀賞者仍然能夠從人為的建物和畫家的圖像設計，細細琢磨當代人物的生活逸趣和藝術成就。

## 印記題跋
關仝的秋山晚翠曾被數位皇帝收藏鑑賞，亦有文人雅士珍藏或鑑定過該文物的真偽，中華民國政府承接清代皇宮寶物時亦曾在畫作左下角印上官印，這些印鑑痕跡，不僅可使觀者知道此作品的重要性，對於該作品的時代背景以及傳承也能夠產生進一步的認識和理解，以下依照時代順序列出印鑑的各項資訊，可對照左圖的標記示意。
|              | 印主 | 標號                       | 釋文 |
| 王鐸         | 9    | （題跋）                   |      |
| 王鐸         | 10   | 鐸                         |      |
| 不明         | 6    | 皇明帝室親藩               |      |
| 明代官印     | 15   | 典禮紀察司印               |      |
| 李宗孔       | 13   | 李宗孔                     |      |
| 李宗孔       | 14   | 守真抱一                   |      |
| 李宗孔       | 16   | 祕園                       |      |
| 李宗孔       | 17   | 廣陵李書樓珍賞圖書         |      |
| 清高宗       | 1    | 石渠寶笈                   |      |
| 清高宗       | 2    | 養心殿鑑藏寶               |      |
| 清高宗       | 5    | 乾隆御覽之寶               |      |
| 清仁宗       | 7    | 嘉慶御覽之寶               |      |
| 清宣統帝     | 3    | 宣統鑑賞                   |      |
| 清宣統帝     | 4    | 無逸齋精鑒璽               |      |
| 清宣統帝     | 8    | 宣統御覽之寶               |      |
| 中華民國政府 | 11   | 教育部點驗之章             |      |
| 中華民國政府 | 12   | 中華民國七十九年度點驗之章 |      |

明朝收藏家王鐸更於圖畫裱框部分題撰「此關仝真筆也。結撰深峭，骨蒼力，婉轉關生，又細又老，磅礡之氣，行于筆墨外。大家體度固如此，彼倪瓚一流，競為薄淺習氣。至於二樹一石一沙灘，便稱曰山水山水。荊關李范，大開門牆壁，籠罩三極，然歟飛歟。己丑十月王鐸濡墨琅華館中。」由此可知，此畫作曾經受到鑑定，而從其描述除了此畫的畫風以外，亦可瞭解當代四位幾可齊聲的著名畫家分別是荊浩、關仝、李成、范寬。

## 註
1. ↑  「仝」，音「同」。

## 外部連結
*五代梁關仝秋山晚翠　軸< 故宮數位典藏系統 （页面存档备份，存于）